# Contea autonoma mongola di Henan
La contea autonoma mongola di Henan (河南蒙古族自治县S, Hénán Ménggǔ ZìzhìxiànP) è una contea della Cina, situata nella provincia di Qinghai e amministrata dalla prefettura autonoma tibetana di Huangnan.